# Sky Tower 41
Pour les articles homonymes, voir Sky Tower.
La Sky Tower 41 (スカイタワー41, Sukai Tawā Yonjūichi) est un immeuble de grande hauteur à usage résidentiel de 134 mètres de haut situé dans la ville de Kaminoyama, dans la préfecture japonaise de Yamagata. Construite en 1999, elle est le bâtiment le plus de la région du Tōhoku,.

## Description

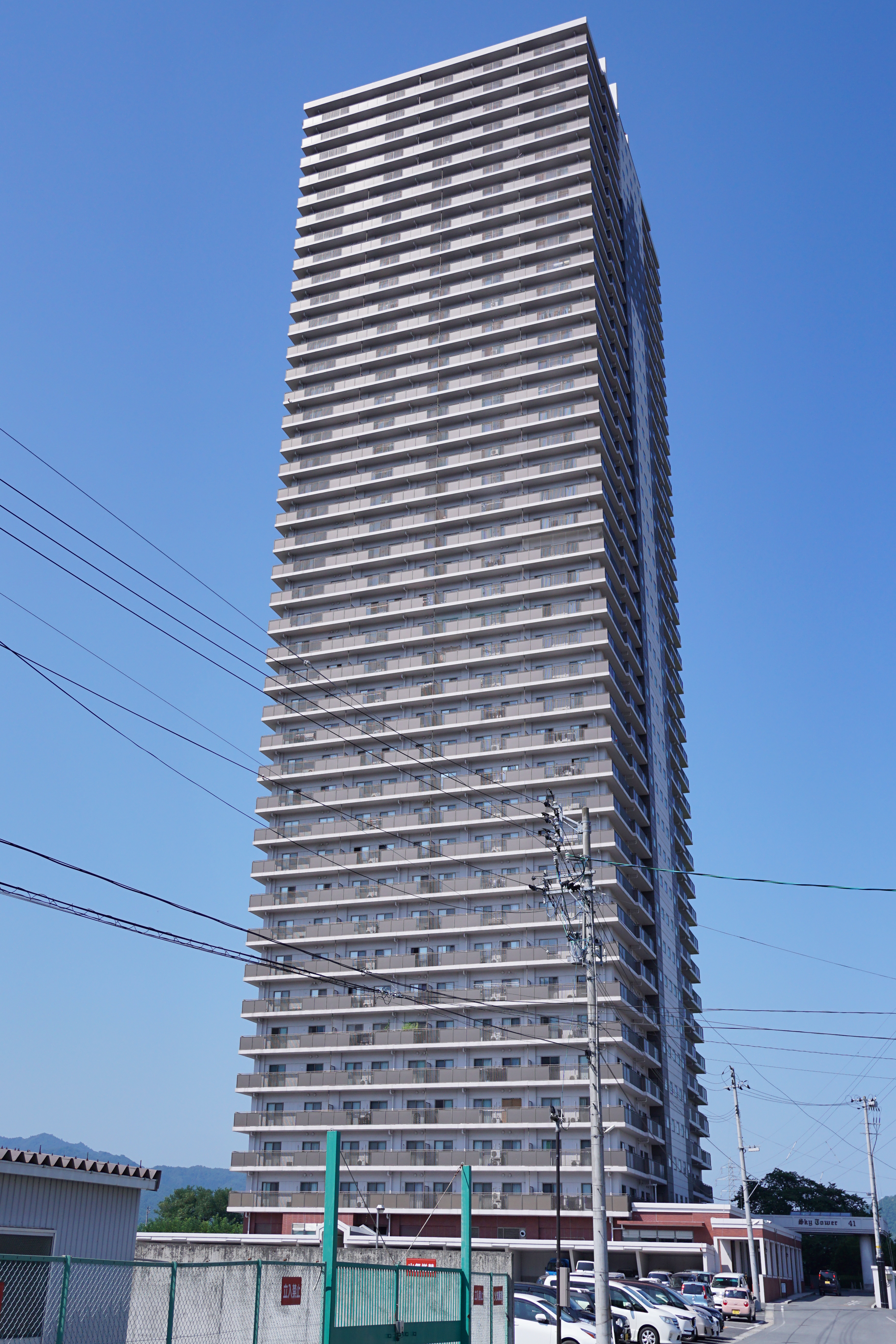
La tour vue de proche.

Sky Tower 41 est une tour à logements de 41 étages et comprend 389 unités de copropriété,. Elle culmine à 133,95 mètres et compte quatre ascenseurs. Chaque unité de logement est conçu pour les familles, mesurant entre 70 et 110 mètres carrés.
Elle se trouve dans la région nouvellement développée de Kanaoi (金生), sur la rive est de la rivière Su (ja) (須川) à Kaminoyama. Elle se trouve au 658, aza (ja) Shimogawara, dans le secteur de Miyanowaki,. Son emplacement, près de la rocade de Kaminoyama sur la route nationale 13 (en), dans une zone peu peuplée et entourée de montagnes et de champs agricoles, rend sa présence visible dans la région.
À proximité se trouvent le lycée préfectoral spécial de Kaminoyama (ja) (山形県立上山高等養護学校) et le collège municipal de Minami (ja) (上山市立南中学校). Elle se trouve à 30 minutes de marche de la gare de Kaminoyama-Onsen, sur la ligne Shinkansen Yamagata.

## Histoire
La construction de Sky Tower 41 s'achève en juin 1999,,. Initialement, les logements sont vendus pour un montant entre 20 et 40 millions de yen, mais moins de 10% d'entre eux sont vendus, entraînant une baisse de prix à 10 millions de yen en 2005. Les unités sont alors principalement vendues pour ceux voulant se rendre à Yamagata, à moins de vingt minutes en voiture, ou en tant que résidence secondaire. La tour a été développée par « Yamaman Urban Front », une filiale de Yamaman (ja), une entreprise connue pour avoir développé le projet Yūkarigaoka (en) à Sakura, dans la préfecture de Chiba,. La société était connue pour être associée à la Dai-Ichi Kangyo Bank (en), et ses présidents ont été cadres dans cette banque. Après plusieurs changements de noms, Yamaman Urban Front déclare faillite le 31 janvier 2014,. L'emplacement où se trouve Sky Tower 41 est soumise à des lois d'urbanisme, qui limitent la hauteur maximale permise, mais la tour a été exemptée de ces contraintes dû à une démarcation en forme de « U » dessinée sur le cadastre. Le terrain appartenait à un associé de l'ancien gouverneur de la préfecture de Yamagata (ja),. En outre, le maire avait aussi accepté que le projet aille de l'avant, citant qu'il permettrait de revitaliser la ville.
La tour et son emplacement sont devenus un phénomène internet au Japon, plusieurs qualifiant ses copropriétés des « moins chers au Japon » et ont fait notamment l'éloge des « avantages de ne pas avoir à déneiger l'hiver », de « la vue magnifique » et des « économies faites sur les factures de services ». La tour est les autres types de logements en milieux ruraux sont devenus populaires au Japon après la pandémie de COVID-19.